# Agata Kornhauser-Duda

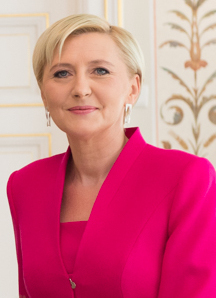
Agata Kornhauser-Duda (2017)

Agata Kornhauser-Duda (* 2. April 1972 in Krakau als Agata Kornhauser) ist die Ehefrau von Andrzej Duda, der von 2015 bis 2025 Präsident von Polen war. Sie ist Germanistin und arbeitete vor der Wahl ihres Mannes zum Staatsoberhaupt als Deutschlehrerin in Krakau.

## Leben
Agata Kornhauser wurde 1972 als zweites Kind und einzige Tochter des polnisch-jüdischen Schriftstellers, Literaturkritikers und Dolmetschers Julian Kornhauser und dessen Frau Alicja Wojna-Kornhauser, einer Polonistin, in Krakau geboren. Ihr Bruder Jakub ist Dichter und Dolmetscher.
Sie studierte an der Jagiellonen-Universität in ihrer Heimatstadt Germanistik, ihre Magisterarbeit befasste sich mit dem oberschlesischen Romanzyklus von Horst Bienek. Von 1998 bis 2015 unterrichtete sie am Krakauer Jan-Sobieski-Gymnasium das Fach Deutsch.
Sie ist seit dem 21. Dezember 1994 mit Andrzej Duda verheiratet. 1995 wurde die gemeinsame Tochter Kinga, die Jura studierte, geboren. Kornhauser-Duda wurde am 6. August 2015 First Lady von Polen, als ihr Mann das Präsidentenamt antrat. Sie löste damit Anna Komorowska ab. Ihr Mann amtierte bis zum 6. August 2025. Als First Lady folgte ihr Marta Nawrocka nach.

## Trivia
Die polnische Rocksängerin Misia Furtak widmete ihr den Song „Agata“, der aus einer 33 Sekunden langen Pause besteht. Es handelt sich der Sängerin zufolge um eine Anspielung darauf, dass Kornhauser-Duda grundsätzlich zu gesellschaftspolitischen Fragen schweigt.

## Auszeichnungen
- 13. Oktober 2015: Leopoldsorden (Belgien)
- 23. Mai 2016: Verdienstorden (Norwegen)
- 24. Oktober 2017: Finnischer Orden der Weißen Rose